# 所羅門群島 (群島)
所羅門群島是太平洋西南面的群島，位於澳大利亞東北方的美拉尼西亞（Melanesia）地區。西隔所羅門海與新幾內亞、俾斯麥群島相鄰。
政治上分屬兩個政治實體：
- 所罗门群岛，領土範圍為大部分的索羅門群島（28,896 km²，660,121人）
- 布干維爾自治區（隸屬於 ），管轄範圍為索羅門群島北部的布干維爾島及鄰近島嶼（9,384 km²，249,358人）

## 歷史
德國和英國於1885年和1893年分別在北所羅門群島和南所羅門群島（Southern Solomon Islands）建立保護地，其後德國在1900年根據《1899年柏林條約》（Treaty of Berlin of 1899）把數個所羅門群島島嶼的主權給予英屬所羅門群島保護地。英屬索羅門群島於1978年獨立為所羅門群島。
繼續受德國統治的德屬所羅門群島（German Solomon Islands）在第一次世界大戰由澳大利亞佔領，戰後國際聯盟把德屬所羅門群島和德屬新畿內亞交予澳大利亞託管而成為澳屬新畿內亞。
1949年澳屬新畿內亞與鄰近的澳屬巴布亞領地合併為巴布亚和新几内亚领地，巴布亞新畿內亞領地在1975年獨立為巴布亞新畿內亞，原德屬所羅門群島成為該國領土（之後曾短暫獨立為北所羅門共和國），現為巴國的布干維爾自治區。